# Slovakisk
Slovakisk (slovenčina) er et vestslavisk sprog som hovedsageligt tales i Slovakiet hvor det er det officielle sprog, men også i visse dele af Tjekkiet.
Tjekkisk er nært beslægtet med slovakisk, men de to sprog er efterhånden drevet længere og længere væk fra hinanden – specielt efter Tjekkoslovakiets opløsning.